# Parmops
Parmops – rodzaj ryb z rodziny Anomalopidae.

## Klasyfikacja
Gatunki zaliczane do tego rodzaju:
- Parmops coruscans
- Parmops echinatus